# 1997年贾巴尔普尔地震
1997年贾巴尔普尔地震是指1997年5月22日凌晨发生于印度中央邦的强烈地震。该次地震震中位于贾巴尔普尔县（北纬23.083度，东经80.041度），震级为MW 5.8级，震源深度约为36千米，最大烈度为8(VIII)度。这次地震在当地造成了严重破坏，共有38至56人在此次地震中遇难，另有至少一千人受伤。

## 震害情况
这次地震不仅对震中位于的贾巴尔普尔县造成了严重灾情，同时也对同属中央邦的曼德拉县、西奥尼县和钦德瓦拉县等地造成了严重灾情。其中，贾巴尔普尔县和曼德拉县的灾情最为严重，两县共有887个村庄受到了影响。据不完全统计，在这些村庄内共有8546栋房屋倒塌，另有约52690栋房屋部分损坏。部分灾区的地面上出现了数条断裂。
除上述农村地区受损严重外，这次地震还波及到了一些城市地区。受本次地震影响，贾瓦哈拉尔·尼赫鲁农业大学的校区被认为是在城市地区中受损最为严重的地区。校园建筑的墙体出现了数条裂缝，一些建筑部分倒塌，且研究生宿舍严重受损。除此之外，隶属于印度铁路的约有1500栋房屋受损。在贾巴尔普尔县内，一个用于储存和分配饮用水的50万加仑水箱外壳也出现了数条裂缝。

## 救灾工作
地震发生后，虽然当局在灾区内进行了救援活动，但救灾工作的规模被认为较小。灾区民众得到了布帐篷以用作临时庇护所暂时避难。其中，居住在农村地区的房屋倒塌的人都得到了当局下发的18根木桩和50根木桁条，以及用于重建的3000印度卢比的现金援助。然而，由于地震发生时当地正处于夏季，天气炎热，当局只能向受灾者提供生食而非熟食。
印度人民党的国会议员宣布，将向灾区捐出他们一天的薪资，以用于帮助灾民渡过难关。